# كرودشيراد (النرويج)
كرودشيراد (بالنرويجية: Krødsherad)‏ هي إِحدى بلدات مُحافَظة بوسكرود شماليّ غرب العاصِمة أُوسلُو، مملكة النُروِيج. وتبلُغ مِساحتها حوالي (375 كم²)، ويصلُّ عدد سُكّانها نحوِ 2272 نَسَمَة.

## صور

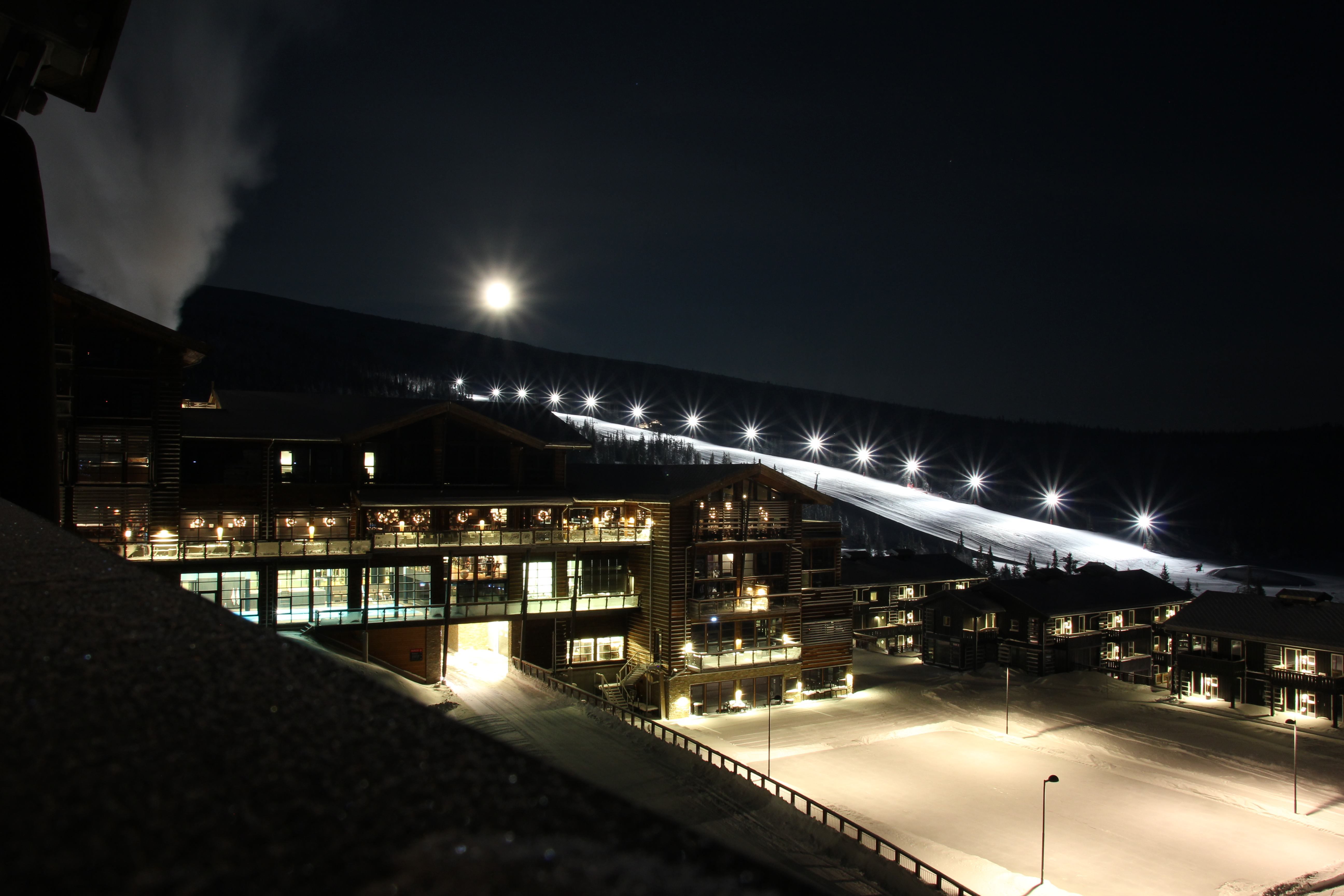
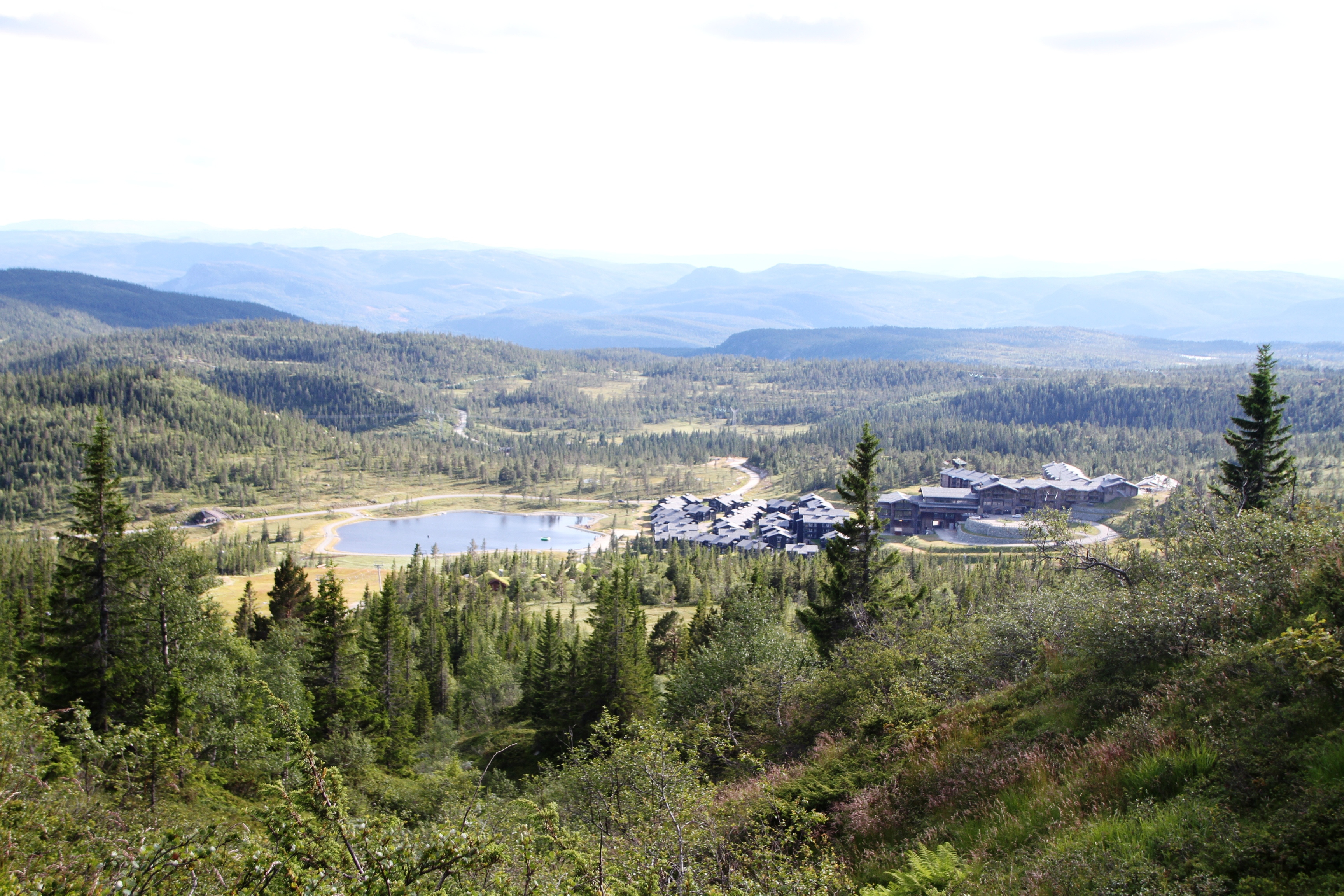
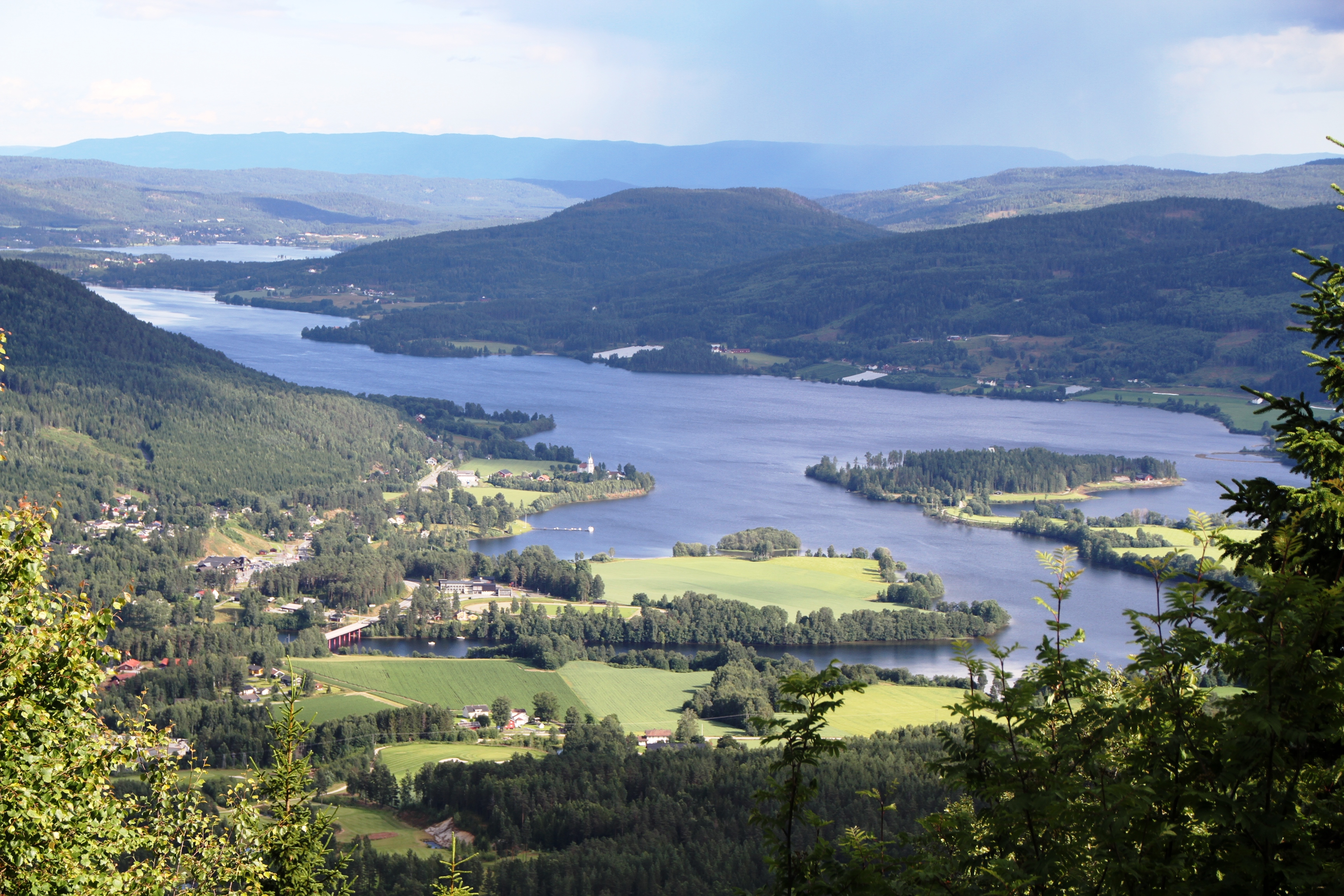

## روابط خارجية
- الموقع الرسميّ (باللُغة النُروِيجية).
- المَوسُوعةُ النُروِيجية الكُبرى (باللُغة النُروِيجية).